# 石井英一
石井 英一（いしい えいいち、1908年1月12日 - 1989年12月10日）は、日本の官僚、実業家。運輸省資材局長。東洋電機製造社長。

## 来歴・人物
香川県三豊郡比地二村（現 三豊市高瀬町）出身。旧制香川県立三豊中学校
、旧制松山高等学校を経て、東京帝国大学法学部独法科卒業。
1933年（昭和8年）鉄道省入省。東鉄貨物課長、北京大使館交通課長を務める。1950年（昭和25年）日本国有鉄道（国鉄）門司鉄道管理局長に異動。1953年（昭和28年）3月23日から24日にかけて、門司地方国鉄職員戦没者合同慰霊祭を行った。
1954年（昭和29年）運輸省自動車局長に昇任。同年10月12日の第19回参議院運輸委員会の会議に於いて、嬉野線国鉄バス事故について答弁を行った。同年10月22日の第19回衆議院運輸委員会の会議にも同バス事故の件で出席する。1955年（昭和30年）同省資材局長、1958年（昭和33年）日本国有鉄道（国鉄）監査委員会委員を歴任。
1961年（昭和36年）東洋電機製造専務を経て、1972年（昭和47年）同社社長に就任。

## 略歴
- 1929年 - 松山高等学校卒業
- 1932年 - 東京帝国大学法学部独法科卒業
- 1933年 - 鉄道省入省
- 1950年 - 日本国有鉄道（国鉄）門司鉄道管理局長
- 1954年 - 運輸省自動車局長
- 1955年 - 運輸省資材局長
- 1958年 - 日本国有鉄道（国鉄）監査委員会委員
- 1961年 - 東洋電機製造専務取締役
- 1972年 - 東洋電機製造取締役社長
- 1978年 - 東洋電機製造取締役会長
- 1984年 - 東洋電機製造取締役相談役

## 栄典
- 1980年 - 勲二等瑞宝章